# Weißbinden-Labkrautspanner
Der Weißbinden-Labkrautspanner (Epirrhoe rivata), auch Gebüschrain-Labkraut-Blattspanner genannt, ist ein Schmetterling (Nachtfalter) aus der Familie der Spanner (Geometridae).

## Merkmale

### Falter
Die Flügelspannweite der Falter beträgt 28 bis 34 Millimeter. Die Grundfarbe der Vorderflügel ist cremig weiß. Der Wurzelbereich ist grau. Das Mittelfeld ist dunkelbraun, im Zentrum blaugrau angelegt, mit einem schwarzen Mittelpunkt versehen und nach außen gezackt. Die breite weiße Querbinde zwischen Mittel- und Saumfeld enthält keine dunkle Wellenlinie. Das Saumfeld ist dunkel graubraun. Die Fransen sind deutlich gescheckt. Die weißlichen Hinterflügel zeigen einen kleinen schwarzen Mittelfleck und einen graubraunen Saumbereich.

### Raupe
Erwachsene Raupen sind hellbraun gefärbt. Auf dem Rücken zeigen sie im mittleren Bereich dunkle Flecke sowie dunkelbraune Winkelzeichen, deren Spitzen nach vorne gerichtet sind.

### Ähnliche Arten
Der Graubinden-Labkrautspanner (Epirrhoe alternata) ist durchschnittlich kleiner und unterscheidet sich durch eine dunkle Wellenlinie in der weißen Querbinde sowie durch schwächer gescheckte Fransen.

## Geographische Verbreitung und Vorkommen
Der Weißbinden-Labkrautspanner ist in Europa weit verbreitet, im Süden bis nach Armenien. In den Alpen ist er noch in einer Höhe von 1500 Metern zu finden. Die Art besiedelt viele verschiedene Lebensräume, dazu zählen Laub- und Mischwälder sowie Wiesen-, Gebüsch- und Parklandschaften.

## Lebensweise
Die tag- und nachtaktiven Falter fliegen in einer ersten Generation überwiegend von April bis Juni sowie gebietsweise in einer zweiten von Juli bis September. Sie sind hauptsächlich am Tag aktiv, nachts besuchen sie auch künstliche Lichtquellen. Die Raupen ernähren sich von den Blättern verschiedener Labkrautarten (Galium). Die Puppe überwintert, zuweilen zweimal.

## Gefährdung
Der Weißbinden-Labkrautspanner kommt in allen deutschen Bundesländern zahlreich vor. Auf der Roten Liste gefährdeter Arten wird er als nicht gefährdet eingestuft.